# 奧本大學
奧本大學，位於美國阿拉巴馬州奧本市，是一所公立研究型大學，也是一所依据土地撥贈法案而創建的大學。奥本大学成立于1856年，现拥有超过30,000名学生，其中大學部學生超过24,600名，并有1,330名教职员工，是阿拉巴马州第二大的大学。它是该州两所公立旗舰大学之一。该大学被归类为“R1：博士学位授予大学 - 非常高的研究活动水平”，其校友包括五名罗德学者和五名特鲁曼学者。
奥本大学的创办日期为1856年2月1日，最初被称为东阿拉巴马男子学院(East Alabama Male College)，是一所附属于当年卫理公会的人文学院。根据土地拨赠法案，在1872年，它晋级为该州的首所土地拨赠大学，并改名为阿拉巴马农业机械学院(Agricultural and Mechanical College of Alabama)。1892年，它成为阿拉巴马州第一所四年制男女混合教育的学校，并在1899年改名为阿拉巴马理工学院(Alabama Polytechnic Institute，简称API)，以反映其使命的变化。1960年，为了反应其多样化的学术项目和更广泛的课程设置，它的名称改为奥本大学(Auburn University)。奧本大學擁有自己的民用機場。
1967年，阿拉巴马州立法机关特许奥本大学设立了位于亚拉巴马州蒙哥马利市一所分校，该分校由奥本大学董事会管理，是奥本大学系统的一部分。

## 歷史

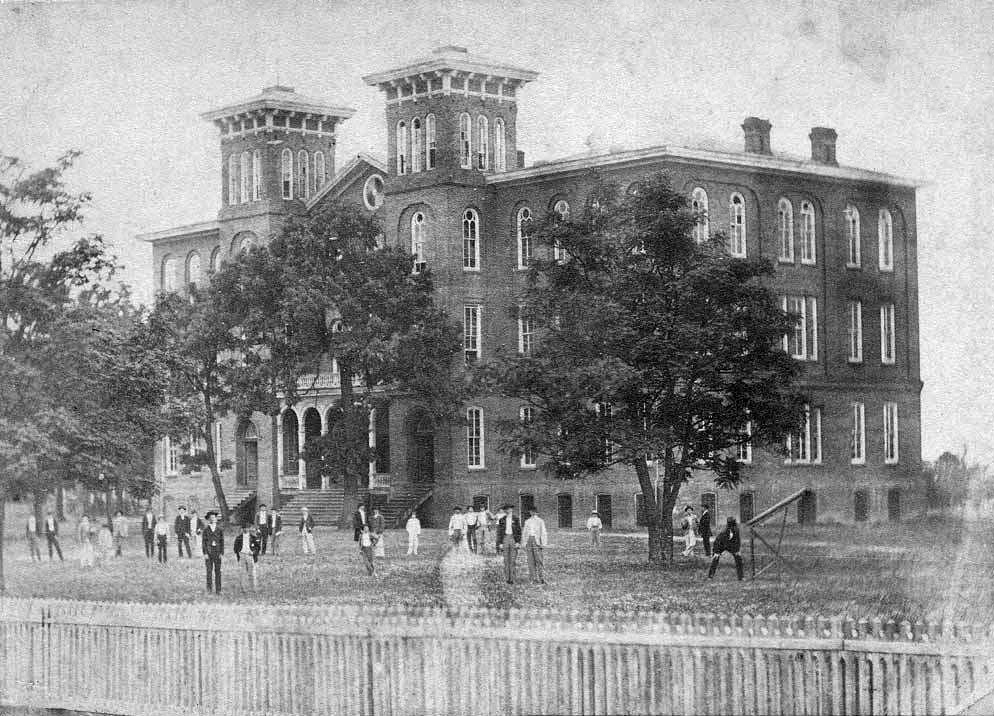
Old Main，是奥本校园的第一座建筑，1887年遭大火焚毀

阿拉巴马州立法机构于 1856 年 2 月 1 日将该机构特许为东阿拉巴马男子学院，于 1859 年起隶属于卫理公会。第一任校长是William J. Sasnett牧师，学院于 1859 年开学，当时有 80 名学生和 10 名教职员工。
奥本的早期历史与南北战争和重建时期的南方密切相关。课程在学校的第一座建筑“Old Main”举行，但后来学院因南北战争而关闭，当时大多数学生和教职员工都应征入伍。奥本校园被邦联军队用作训练场，“Old Mian”则被用作治疗邦联军队伤员的医院。
为了纪念奥本对南北战争的贡献，1952 年，Alpha Phi Omega 兄弟会 Delta 分会的成员从阿拉巴马州塞尔玛回收了一台用于为邦联军队制造大炮的车床，并赠送给了奥本大学。 它今天坐落在Samford Hall旁边的草坪上。

### 南北战争后
南北战争结束后，学校于1866年重新开学，这是奥本学校历史上唯一的一次关闭。1872 年，由于财政困难，学院的管理权从卫理公会转交给了阿拉巴马州。重建时期的阿拉巴马州政府依据《土地拨赠法案》，将学院划分成为赠地大学，成为美国南部首个非依赖州立大学的教育机构。该法案规定出售24万英亩（约971平方公里）的联邦土地，用以资助一所农业和机械学校。因此，学校在1872年更名为阿拉巴马州农业机械学院。
根据法案要求，赠地大学还应为美国军队教授军事战术并培训军官。19世纪末，阿拉巴马州农业机械学院的多数学生都参与了军校学员项目，学习军事战术并接受军官培训。阿拉巴马州的每个县都有资格提名两名学员免费上大学。

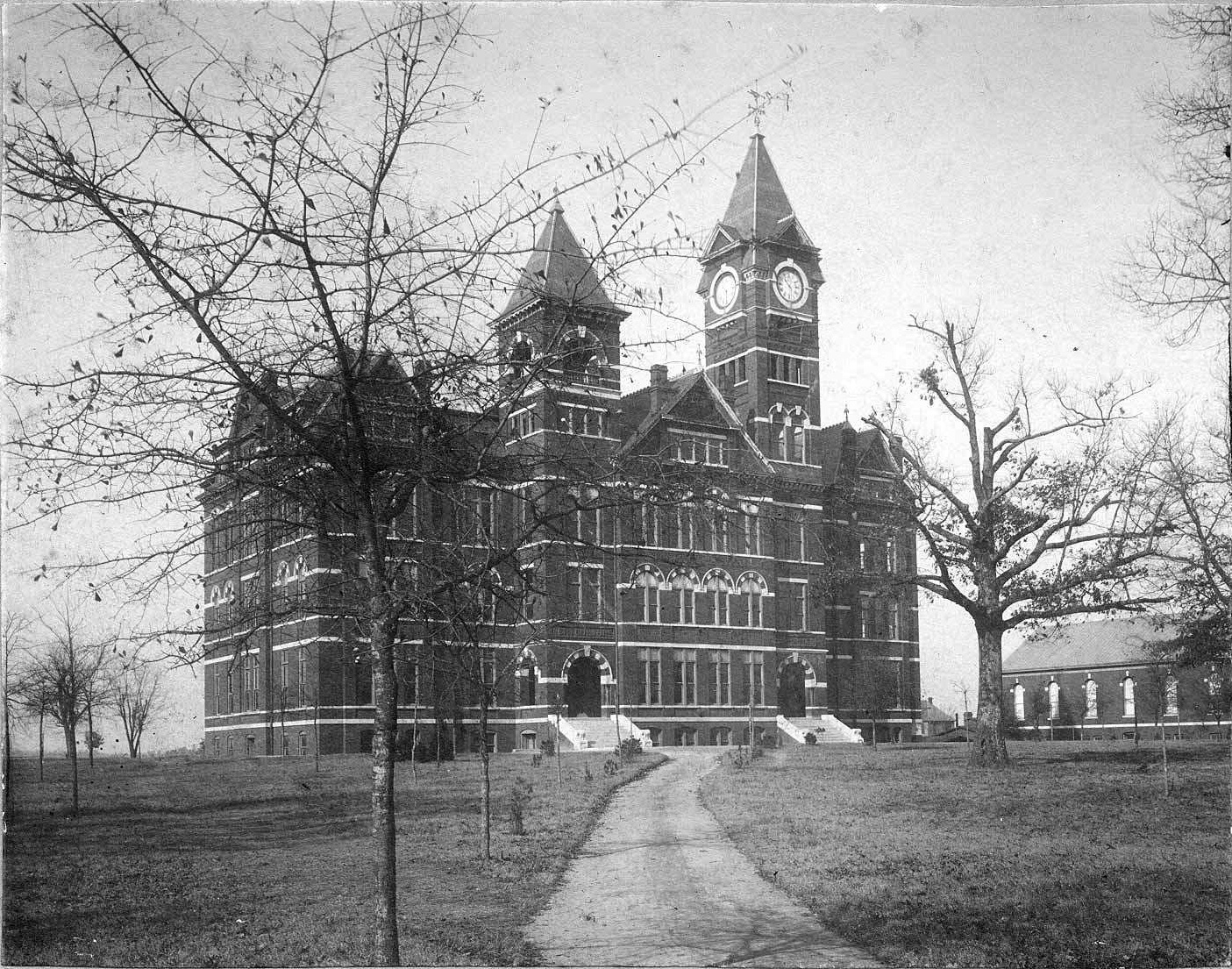
1890 年代的Samford Hall

学院的原始课程主要以工程和农业为主。然而，在威廉·勒罗伊·布劳恩的领导下，课程发生了变化。他不仅教授古典文学和科学，还认为这两个学科对于大学和学生的成长都至关重要。1892年，学院迎来了两件重要事件：学校首次录取了女性学生，并引入了美式橄榄球作为一项校内运动，最终橄榄球取代马球成为校园的主要运动。1899年，学校因布劳恩的影响更名为阿拉巴马理工学院（Alabama Polytechnic Institute，API）。

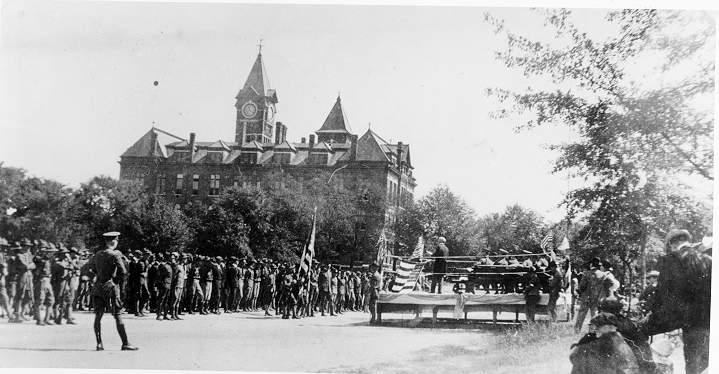
API见习生于 1918 年在Ross Square操练

1918 年 10 月 1 日，第一次世界大战期间，API的几乎所有18岁及以上的男学生都自愿加入了美国陆军，并在校园内进行了短暂的军事训练。API 主席查尔斯·萨奇 (Charles Thach) 称，学校共有878名学生参军，他们组成了学生军训练团（Student Army Training Corps）的学术部门。学生军训练团的职业部门则由被派往奥本接受无线电和机械培训的士兵组成。两个月后，根据第一次世界大战结束的停战协定，学生们光荣退伍。
学校在 1929–1939 经济大萧条中面临巨大挑战，时任校长布拉德福德·纳普 (Bradford Knapp)的大规模扩张计划不得不被搁置。教师工资大幅削减，入学人数也随着国家对学院的拨款而减少。虽然到了30年代末学校逐渐恢复，但第二次世界大战的到来又带来了新的困难。
随着二战的临近，国防工业对工程师和科学家的需求激增。美国教育办公室求全国所有工程学院参与“速成”计划，培养所谓的“速成工程师”。阿拉巴马理工学院积极参与了工程、科学和管理战时训练（ESMWT）项目。该项目由政府资助，课程主要在夜间授课，覆盖阿拉巴马州各地。成千上万的成年人，包括许多女性，参加了这些课程，为战时技术人员的短缺做出了重要贡献。与此同时，ESMWT项目还为学院教职工提供了就业机会，帮助学院渡过了学生人数锐减的难关。
战争期间，学院还在校园内培训美军人员； 1941 年至 1945 年间，奥本为战争训练了超过 32,000 名士兵。战后，与许多美国大学一样，奥本迎来了快速增长，特别是退伍军人利用《美国军人权利法案》接受免费的高等教育。在战争结束后的五年间，学校的入学人数翻了一倍。

### 更名为奥本大学

当前奥本运动队标志

鉴于学校的发展已远远超越了其农业和机械的根源，1960年，阿拉巴马州议会授予学院大学地位，学校更名为奥本大学，这个名字更能体现学校提供的广泛学术课程。实际上，在正式更名前，学校就已经被广泛称为“奥本”。例如，1939年启用的奥本大学的主体育场乔丹-黑尔体育场当时就被称为“奥本体育场”。

### 人权运动时代至今
奥本大学在 1963 年之前一直着实行种族隔离政策，只招收白人学生。奥本的种族隔离政策结束于 1964 年，当年第一位非裔美国学生哈罗德 A. 富兰克林 (Harold A. Franklin) 入学，他不得不起诉大学才能进入研究生院，但在完成硕士论文后他被拒绝授予学位，富兰克林于 2020 年才获得历史学硕士学位。奥本大学授予非裔美国人的第一个学位是在 1967 年。根据奥本大学机构研究和评估办公室的数据，截至2013年非裔美国人占该大学 24,864 名本科生中的 1,828 名 (7.35%)。截至2012年 1,192 名全职教师中有 49 名非裔美国人 (4.1%)。 自 2006 年以来，奥本大学的非裔美国人教师比例从 2003 年的 4.3% 降低到今天的 4.1%。 
2018 年 4 月，白人至上主义者Richard B. Spencer在奥本大学发表演讲。奥本大学此前取消了他的演讲邀请，但斯宾塞起诉了大学，一名联邦法官发布了一项禁令，允许他发言。 同年，学校发起了“关键对话”系列演讲，以促进种族多样性。 

## 学术成就

Ross Hall，奥本化学工程系所在地

2020 年版《美国新闻与世界报道》将奥本大学列为美国综合最佳国立大学第 97 名，在公立大学中并列第 40 名，在“最具价值学校”中排名第 164 名。 

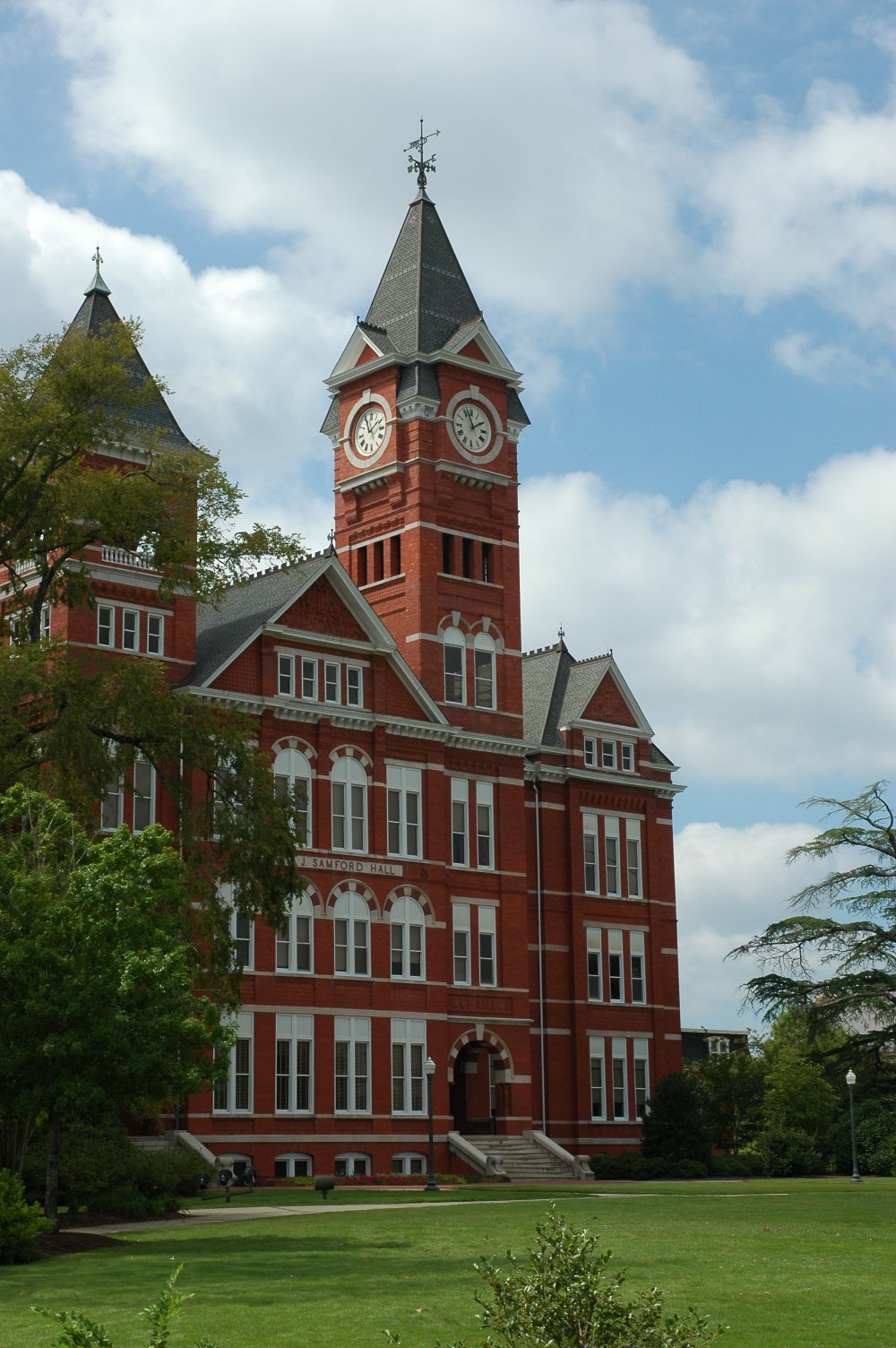
Samford Hall位于奥本城内的College Street，是大学行政部门的所在地。

奥本大学是东南联盟(South Eastern Conference) 的创始成员之一，该联盟目前由 15 所美国最大的南方公立大学和一所私立大学范德堡大学组成。在其他 12 所公立大学中，奥本大学在 2011 年版《美国新闻与世界报道》中排名第四。 2018 年，奥本大学的筹款金额上升到 7.782 亿美元， 这要归功于 2005 年开始的 5 亿美元的“It Begins at Auburn”筹款活动。截止至 2017 年，奥本大学在“It Begins at Auburn”活动中筹集了超过 12 亿美元，成为阿拉巴马州第一所筹集超过 10 亿美元的大学，也是学校历史上最成功的筹款活动。 
2020 年，在《普林斯顿评论》调查的 386 所美国校园排名中，奥本大学在LGBTQ 最不友好的校园中排名第六。 
奥本建筑学院开创了美国第一个室内建筑学位课程；学院的建筑与室内建筑双学位是全国首创。它的建筑、设计和施工学院开创了美国第一个设计建造硕士学位课程，利用学院的建筑科学课程和奥本的“乡村工作室”（Rural Studio）课程，建筑专业的学生为阿拉巴马州的一些最贫困地区建造极具创意和独创性的房屋。 这些成果已被《人物》杂志、《时代》杂志、奥普拉秀以及众多建筑于施工期刊进行了宣传。
Samuel Ginn 工程学院拥有 134 年的工程教育历史，每年毕业的工程师人数一直位居全美前 20 名。该学院共有近 4,000 名学生。 2001 年，美国著名的无线通信先驱、奥本校友塞缪尔·吉恩 (Samuel L. Ginn)向学院捐赠了 2500 万美元，并宣布计划追加 1.5 亿美元的支持。这使奥本提供了美国第一个无线工程学士的学位课程。奥本大学同时也是美国东南地区第一所提供软件工程学士学位和软件工程硕士学位的大学。
奥本历来非常重视本科阶段的工程师教育，近年来，按每年授予的本科学位数量计算，奥本大学在美国排名第 10 位。 Samuel Ginn 工程学院现在专注于扩大研究生课程，最近被美国新闻与世界报道评为全国大学工程博士课程第 60 位。去年，该学院在全国所有工程专业中排名第 67 位。
奥本的经济系（原归属于商学院，现归属于人文学院）在1999年被 Journal of Applied Econometrics 排名世界第123位。奥本大学的排名领先于法国 INSEAD（第 141 位）和伦敦商学院（第 146 位）等国际强校。奥本商学院的 MBA 项目每年都被《美国新闻与世界报道》杂志评为全美 750 多个 MBA 项目的前 10%。路德维希·冯·米塞斯研究所(LvMI) 的办公室曾经位于奥本大学的商学院，如今LvMI 仍然在多个层面与奥本大学合作。 
奥本的美国预备役军官训练团（ROTC programs）提供三个军种的培训：空军、陆军和海军/海军陆战队，后者是阿拉巴马州唯一的一个项目。超过 100 名参加奥本的军官得到了军衔（将军或海军上将），其中包括一位担任美国海军陆战队司令的Carl Epting Mundy Jr .。奥本是参加核入伍调试计划（Nuclear Enlisted Commissioning Program）的仅有的七所大学之一，并且在历史上培育了多名海军核潜艇上的军官。
除了通过奥本大学委任的后备军官训练团毕业生外，奥本大学的两位硕士校友，四星上将休·谢尔顿和理查德·迈尔斯在过去十年中担任参谋长联席会议主席。两位官员都在其他地方获得了委任，并在奥本大学攻读了理学硕士学位（谢尔顿）和工商管理硕士学位（迈尔斯）。
奥本已经培养了六名宇航员（包括由阿波罗 13 号成名的TK Mattingly ）和肯尼迪航天中心的一名现任和一名前任主任。 1972 级奥本机械工程专业毕业生吉姆·肯尼迪，现任美国宇航局肯尼迪航天中心主任，此前任美国宇航局马歇尔太空飞行中心(MSFC) 副主任。数百名奥本大学毕业生——以工程师和科学家为主——目前直接为 NASA 或 NASA 承包商工作。在 1960 年代“太空竞赛”的高峰期，土星和阿波罗登月计划正在全面发展时，数百名奥本工程师在 MSFC 为 NASA 工作。
奥本大学拥有并经营着423-英畝（1.71-平方）的奥本大学地区机场，提供飞行教育以及燃料服务、飞机维护和飞机存放。奥本大学航空系是获得美国联邦航空局 (FAA) 全面认证的航空机构，拥有私人、商业、仪器和多引擎课程的审核能力。2015年4月，奥本大学获得美国联邦航空局 (FAA) 的首个批准，运营一所新的无人驾驶飞机系统的飞行学校，这个学校是奥本大学航空中心的一部分。 商学院的航空管理和供应链管理系是美国唯一获得高级商学院协会 (AACSB) 和国际航空认证委员会 (AABI) 双重认证的项目。 奥本大学的航空项目创建于 65 年前，是美国第二老的大学航空项目。 
大学校园内的“Old Rotation”试验田是东南部最古老的不间断农业试验田，也是美国第三古老的试验田，其历史可追溯到1896年。此外，David Bransby 博士在使用柳枝稷作为生物燃料方面的工作也在2006年国情咨文中提及。
奥本大学最近开始了房地产开发硕士课程。该项目在东南地区为数不多，填补了阿拉巴马州专业房地产教育的空白。
根据《华尔街日报》2006 年 5 月号，Modern Healthcare 将奥本大学商学院的医师行政人员工商管理硕士 (PEMBA) 课程列为全美所有医师行政人员学位课程中的第 9 名。在专门为医生量身定制的MBA课程中，奥本的课程排名第二。

## 学院，学校和部门
所示日期为成立年份

- College of Agriculture, 1872
- College of Architecture, Design and Construction, 1907
- Raymond J. Harbert College of Business, 1967
- College of Education, 1915
- Samuel Ginn College of Engineering, 1872
- College of Forestry and Wildlife Sciences, 1984
- Graduate School, 1872
- Honors College, 1981
- College of Human Sciences, 1916
- College of Liberal Arts, 1986
- College of Nursing, 1979
- James Harrison College of Pharmacy, 1885
- College of Sciences and Mathematics, 1986
- College of Veterinary Medicine, 1907

## 校园

Hargis Hall，建于 1888 年，以 Estes H. Hargis 的名字命名

奥本校园主要以网格状分布，校园内有几个不同的建筑群。中央校区的北部（以 Magnolia Ave. 和 Thach Ave. 为界）包含大部分工程学院大楼、Lowder 商学院大楼和老的行政大楼。中央校区的中间部分（以 Thach Ave. 和 Roosevelt Dr. 为界）包含人文学院（美术除外）和教育学院，大部分位于Haley Center内。中央校区的南部（以Roosevelt Dr.和Samford Ave.为界）包含大部分与科学和数学相关的学院大楼，以及艺术类的大楼。
从 1950 年代开始，奥本经历了几次没有规则的建筑激增，导致了上述建筑集群中出现了一些例外情况。 2004 年，行人与车辆之间的冲突问题日益加重，这导致 Thach 大道的很大一部分禁止车辆通行。 2005 年，Roosevelt Dr. 的一部分也禁止车辆通行。为了打造更吸引人的人行道，这两段路也从沥青改造成了混凝土。奥本校园正在向以步行为主规划进行中，但总是受到紧急通道和维修车辆通道的限制。

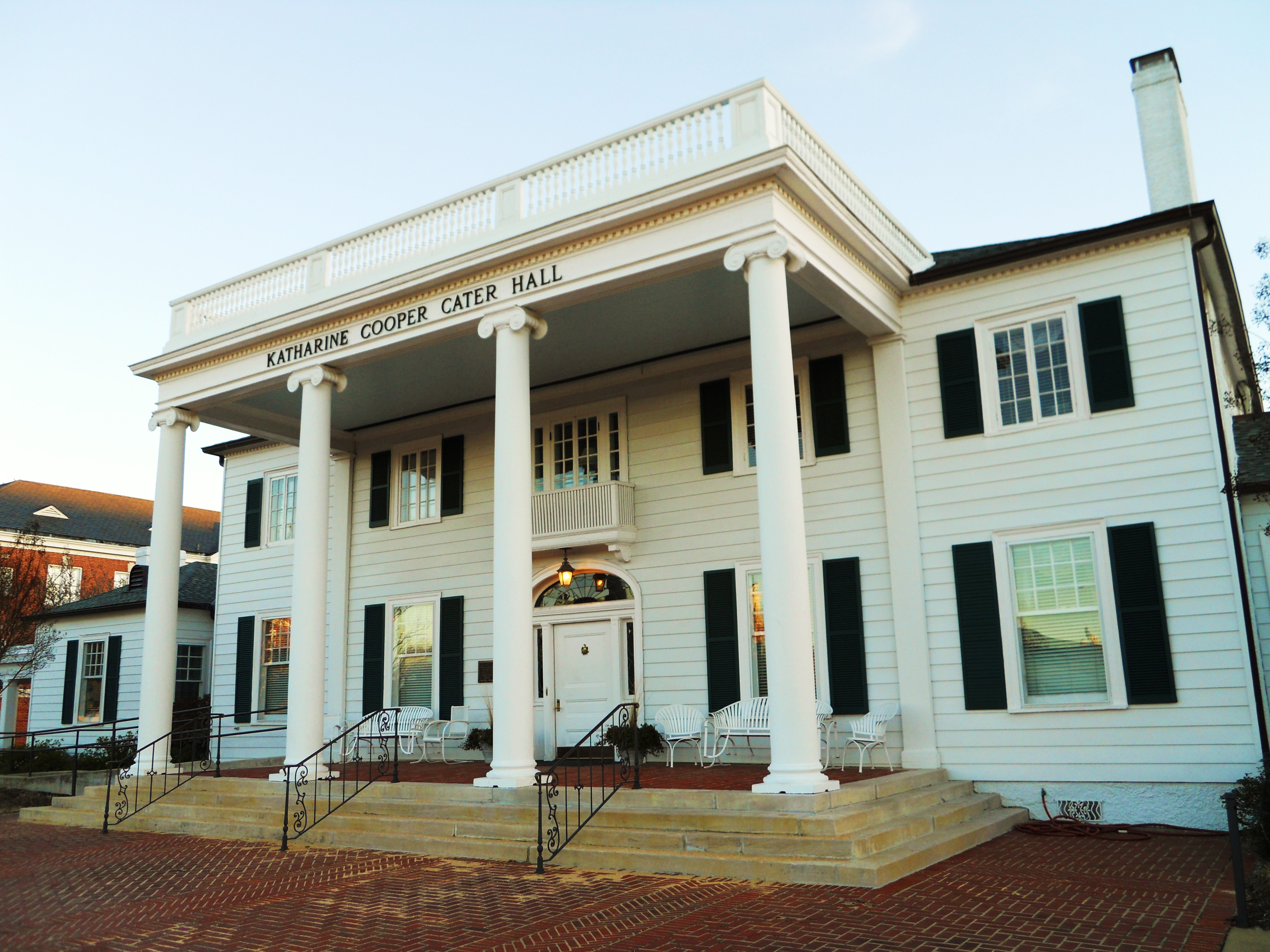
Katharine Cooper Cater Hall

目前正在进行的建设期大约从 2000 年开始。所有最近建造的建筑都使用了更传统的建筑风格，类似于 Samford Hall、Mary Martin Hall 和 Quad 宿舍的风格。科学中心大楼（Science Center complex）于 2005 年完工。这个建筑群包含化学实验室、传统教室和一个大型演讲厅。希尔宿舍区（Hill dorm area）后面开设了一家新的医疗诊所。谢尔比工程技术中心（Shelby Center for Engineering Technology）取代了旧医疗诊所和其他一些旧建筑。谢尔比中心的第一阶段于 2008 年春季开放，并于夏季学期开始授课。 大学于 2008 年开设了一个新的学生中心。
近年来，该大学一直在更换或翻新旧建筑。梅尔教学楼（Mell Classroom Building）于 2017 年 8 月完工，附属于 Ralph Brown Draughon 图书馆，提供了一个新的灵活学习空间。 2017 年，一座占地 89,000 平方英尺的全新护理学院大楼也落成；它配套了主动学习教室、技能和模拟实验室以及公共聚集区。 2019 年学校完成了两个重要项目：布朗科佩尔工程学院学生成就中心（Brown Kopel Engineering Student Achievement Center），包括教室、学生学习空间、风洞实验室、会议空间以及专业发展和劳动关系部门空间；以及新的研究生商务大楼，其中包括可调整的教室和演讲厅、学生学习舱、小组区域以及学校 MBA 课程的办公室。 最近开发的项目包括一个价值 8300 万美元的学术教室和实验室综合体，它包括了 20 个可调整的教室和实验室、6 个 EASL 教室和 5 个演讲厅，总共可容纳 2,000 名学生。一个 800 座位的新中央餐厅，带有可预订的用餐和学习区以及零售区，也是该综合体的一部分。 Tony and Libba Rane 烹饪科学中心于 2022 年 8 月完工，将教学和实验室空间与运营食品场所和酒店空间相结合，学生可以在其中获得体验式现实世界培训。 新的教育学院大楼计划于 2024 年开放，位于前 Hill 宿舍的旧址上，是目前正在建设的项目之一。该建筑将包括协作教室、教学实验室、最新技术以及供教职员工使用的行政空间。 新的 265,000 平方英尺，耗资 2 亿美元的 STEM+Ag Complex 将取代原 Hill 场地上较旧的 STEM 相关和农业科学设施。它将为六个部门的尖端干湿研究实验室、协作空间、共享实验室支持空间和教学实验室提供新空间。该项目计划于 2025 年开放。 STEM + Ag 综合设施代表了奥本对学术设施的最大的一次投资。 

## 学生生活
| 种族           | 总计 | 总计 |
| -------------- | ---- | ---- |
| 非拉丁裔白人   | 81%  | 81   |
| 国际学生       | 5%   | 5    |
| 非裔美国人     | 5%   | 5    |
| 拉丁裔美国人   | 4%   | 4    |
| 其他           | 3%   | 3    |
| 亚裔美国人     | 2%   | 2    |
| 经济收入多样性 |      |      |
| 低收入         | 11%  | 11   |
| 富裕           | 89%  | 89   |

### 校园活动

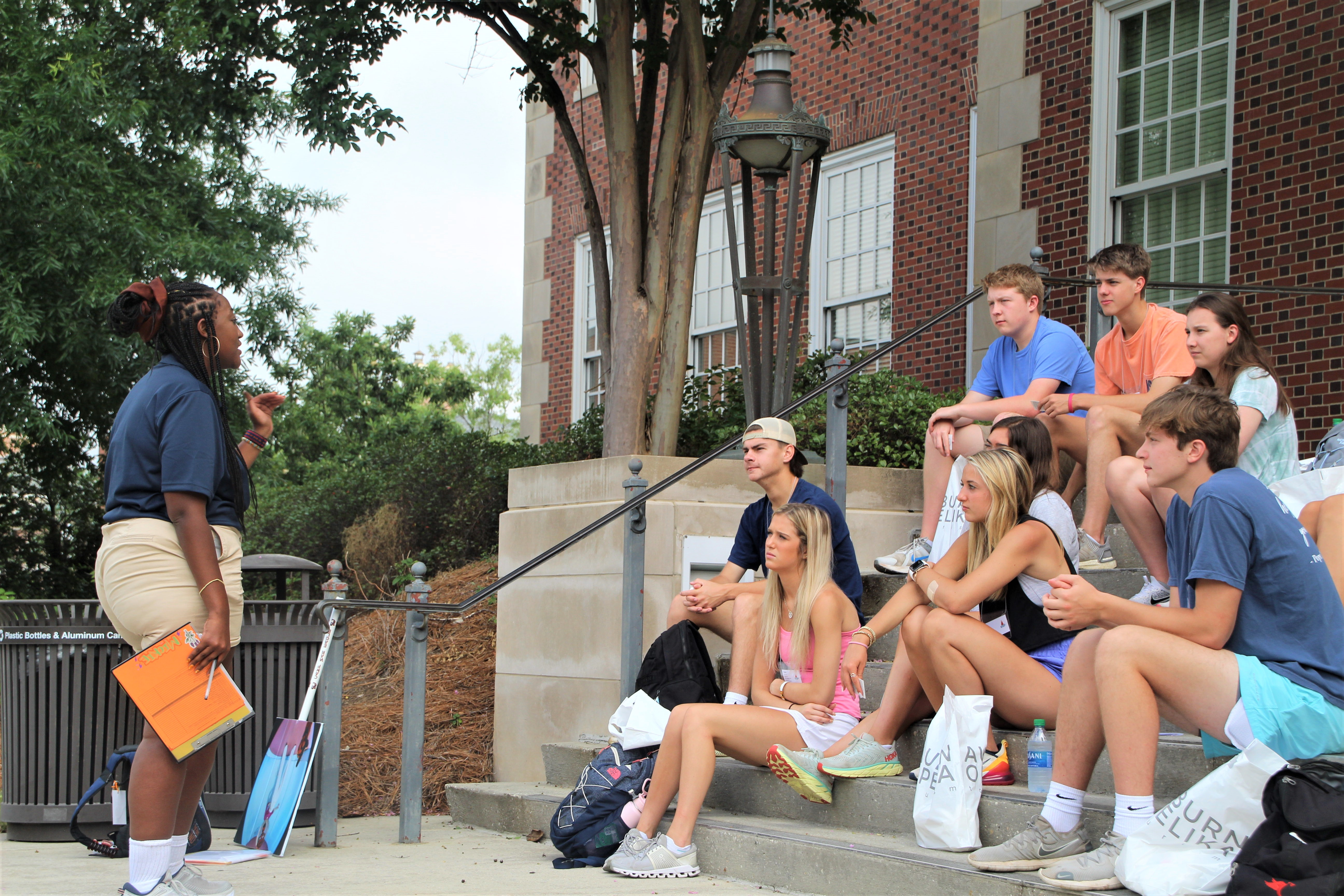

2019 年，奥本大学在《普林斯顿评论》的大学校园最快乐学生名单中名列第一，部分原因在于其丰富多彩的校园活动。
校园活动以奥本新生的迎新和培训课程开始。奥本提供两个迎新活动， Camp War Eagle 和 Successfully Orientation Students。Camp War Eagle 针对新生和新生的客人，帮助学生熟悉大学生活。 Successfully Orientation Students 专为从其他学术机构转入 Auburn 的大学生而设计。奥本大学的大一新生还有机会与其他新生一起参加研讨会。 
其他著名的校园活动包括欢迎周和Hey Day。欢迎周是在每个学期的第一天举办的为期多天的系列课程，旨在欢迎新生和返校学生。 Hey Day是奥本最悠久的传统之一，可以追溯到第二次世界大战，在Hey Day当天整个校园社区都戴着名牌互相问候。 

### 用餐
奥本最近完成了耗资 2600 万美元的中央餐厅（Center Dining Hall）的建设，该餐厅占地 48,000 平方英尺，有八个不同的用餐地点，可容纳 800 多位用餐者。新的中央餐厅于 2021 年秋季开放。
除了中央餐厅外，奥本学生还有各种各样的就餐选择，包括 Foy Hall 和 The Village 住宅区的其他食堂。学生还可以选择Chick-fil-A和星巴克等受欢迎的连锁餐厅，以及校园内不同地点的流动食品卡车。 
所有奥本学生都可以选择膳食计划，可以在所有校内用餐地点使用。学生可以选择购买带有meal swipe的计划，或者选择declining balance更多的计划以在独立餐厅和食品卡车上使用，抑或两者结合使用。 
奥本校园餐饮系统利用移动食品订购应用程序Grubhub。 
奥本校园餐饮致力于可持续发展实践，例如最大限度地减少食物浪费和减少食品包装，校园餐饮还参与了当地的校园社区菜园，以实现可持续性和新鲜度。 
奥本在涉及解决学生粮食不安全问题上全国领先。 如果学生面临食品安全问题，所有奥本学生都可以使用校园食品储藏室。

### 住房
奥本最初的校园总体规划由Frederick Law Olmsted, Jr.于 1929 年设计。在奥本的大部分早期历史中，绝大部分的学生宿舍由寄宿房和军营构成。即使到了 20 世纪 70 年代，社区中仍然有寄宿房。大萧条时期，奥本才开始在校园内建造第一批现代意义上的宿舍楼。随着大学逐渐从农业和军事教学转向更多的学术机构，越来越多的宿舍开始取代军营和寄宿房。
奥本的校内学生宿舍由 9 个居民区的 30 个宿舍组成，共可容纳 4,800 名居民。校内居住的学生由 79 名居民助理、13 名住房大使和许多其他研究生助理和全职大学员工提供服务。 
- The Quad 是住宅区中最古老的一个，位于中央校区，可追溯到大萧条时期，该项目由公共事业振兴署开发。 Quad 由 10 栋建筑组成，分为上下 Quads，容纳本科生。其中八栋建筑按楼层男女同住，其余两栋仅限女性入住。 Quad 位于校园中心，主要由连通浴室的双人间组成。 [64]
- The Hill 目前由六所建筑组成，主要是本科生。有两栋高层 6 层宿舍（Boyd 和 Sasnett），所有宿舍均采用男女分开的楼层。 Hill 宿舍的配置与 The Quad 类似，主要由连通浴室的双人间组成。 [64]
- The Village建于 2009 年，由八栋四层楼组成，可容纳 1,500 名居民。 The Village 中的三栋建筑是奥本联谊会会成员的住所。大多数 Village 客房设计为套房，设有四间单人卧室、两间浴室和一个带小厨房的带家具的公共起居和用餐区。 [64]
- Cambridge Hall 是奥本大学的一栋五层宿舍楼，可容纳 300 名本科生，靠近目前正在建设中的 Rane 烹饪科学中心。Cambridge客房配置了带开放式衣柜和共用浴室的双人间。 [64]
- South Donahue 于 2013 年投入运营，是一栋五层楼的宿舍楼，位于 South Donahue 和 West Samford 的拐角处，紧邻奥本棒球场。大多数 South Donahue 套房包括两间独立的卧室和私人浴室，还配备了共用客厅和小厨房。每间套房均配有壁挂式平板电视以及独立的洗衣机和烘干机。 [64]
- 160 Ross 是一个豪华公寓社区，旨在结合校外生活和校内住宿的优势。160 Ross 的客房配置为四卧室/四浴室或两卧室/两浴室公寓，提供各种便利设施和优惠。 [65]

### 健康、保健和娱乐
奥本大学的校园健身中心是一座五层楼高，拥有三分之一英里的室内跑道、篮球场、室外休闲游泳池、有氧运动和健身区、攀岩墙、举重训练区和户外休闲空间的建筑。 Athletic Business 将这个 240,000 平方英尺的设施命名为其 2014 年最优异设施之一。 
奥本大学目前拥有 20 多个体育俱乐部，向所有不隶属于奥本NCAA的大学学生开放。俱乐部的体育项目范围从篮球和排球等运动到飞碟射击和滑水。 奥本还提供校内运动，如团队夺旗橄榄球。
奥本的学生还可以参加各种保健计划，包括功能齐全的校内医疗诊所，该诊所设有 40 个检查室、数字化 X 光片和其他尖端设备。 该大学的学生咨询和心理服务办公室也设在医疗诊所内，该办公室已获得国际咨询服务协会 (IACS) 的完全认可，可提供健康咨询服务。 医疗诊所还设有学生药房、妇女健康中心、按摩治疗中心和脊椎按摩治疗中心。

### 学生俱乐部和组织
奥本学生有机会加入 500 多个学生组织，这些组织为成员提供探索和发展领导技能的机会。一些校园组织包括学生政府协会、大学计划委员会、新兴学生领导计划、黑人学生会、国际学生组织和研究生会。 奥本的学生参与办公室还设有许多服务组织，例如奥本大学舞蹈马拉松、The Big Event、Beat Bama Food Drive 等。 
Auburn Plainsman 是一份学生经营的报纸，内容涵盖奥本大学和奥本社区。该报纸是全国获奖最多的学生刊物，获得了比其他任何学生新闻机构都多的由美联社颁发的National Pacemaker Awards。 现如今《Auburn Plainsman》已转型为在线出版物，但一些特刊仍采用印刷的方式发行。 
其他学生媒体组织包括鹰眼电视台、WEGL 91.1 调频广播、The Circle 文学杂志和 Glomerata 年鉴。 
奥本大学军乐队拥有超过 350 名学生成员，该乐队是 2004 年最负盛名的大学军乐队奖 Sudler Intercollegiate Marching Band Trophy 的获得者。 除了majorette、dance line 和 flag line 以及 Tiger Eyes 视觉合奏外，该乐队还具有传统行进乐队的所有组成部分。

### 兄弟會與姊妹會
截至 2020 年秋季，奥本的兄弟會與姊妹會人口为 7,541 人，约占所有本科生的 33.6%。 
奥本历史悠久的白人联谊会的融合发生在 1990 年代。 2001 年，第一个非裔美国学生加入传统白人联谊会。自 2000 年代初以来，每年都有几名非白人学生加入奥本历史悠久的传统白人联谊会。 2018 年，一名非裔美国学生成为校园历史悠久的传统白人联谊会的第一位有色人种主席。 

### 学生服务和资源
奥本的学生可以访问多种的资源来满足各种需求。学生可以获得大学特定的学术顾问、学习辅导伙伴、补充指导课程和米勒写作中心提供的写作帮助。 如果需要，学生还可以通过无障碍办公室请求学术帮助，以最好地满足他们各自的学习需求。 
奥本包容性和多样性办公室旨在帮助实现大学的规划使命，即“多样性是奥本大学的核心价值。” 该办公室负责管理学生卓越计划、教育和培训课程、跨文化中心和妇女权益。奥本还有一个正在进行的机会和公平特别工作组，旨在解决招聘方面的差异，以及实施校园范围内的多样性、公平和包容性培训。 
Auburn Cares 办公室评估学生在发生危机、紧急情况或意外困难时的需求。该办公室可以指导学生度过危机，同时帮助他们获得适当的资源、援助和计划。 
退伍军人资源中心为奥本的所有军方学生提供服务。资源中心将学生退伍军人彼此联系起来，同时为他们提供额外的机会和资源，以成功过渡到奥本社区。 

## 竞技体育

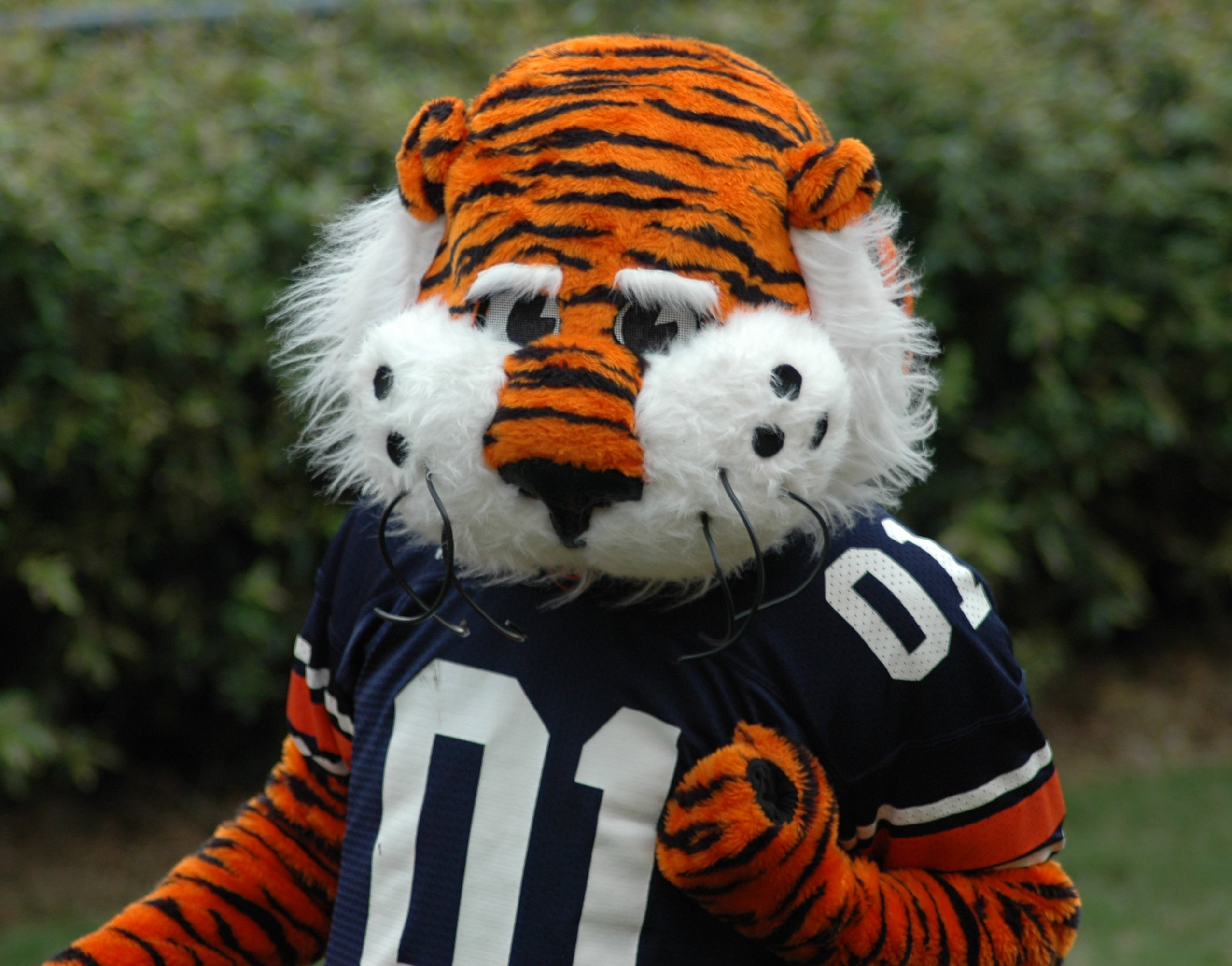
Aubie,奥本大学的老虎吉祥物

奥本大学的运动队被称为奥本大学老虎队，他们是美国国家大学体育协会的IA 分区的成员，他们同时也是由 16 名成员组成的东南联盟(SEC) 的西部分区的成员之一。 “War Eagle”是学生、校友和粉丝使用的加油口号和问候语。奥本老虎队总共赢得了 26 次全国冠军（包括 21 次 NCAA 锦标赛），其中包括五次大学橄榄球冠军，八次男子游泳和跳水冠军，五次女子游泳和跳水冠军，五次马术冠军，一次女子户外田径（2006）。奥本还赢得了总计 70 个东南联盟冠军，其中包括 51 个男子项目冠军和 19 个女子项目冠军。奥本的橙色和海军蓝色是由奥本的第一任橄榄球教练乔治皮特里博士（Dr. George Petrie）根据他的母校弗吉尼亚大学的颜色选择的。

### 橄榄球

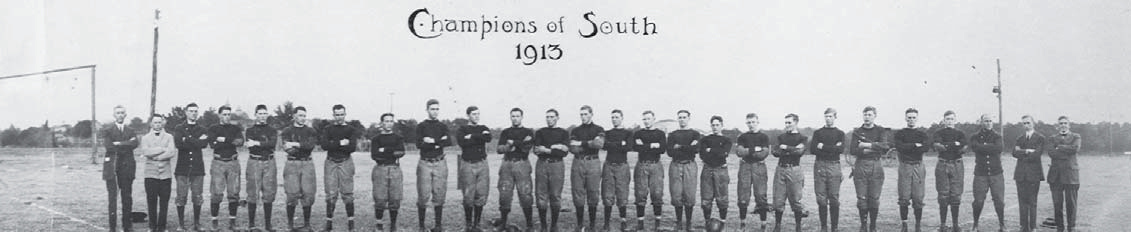
奥本老虎队1913年全胜球队

奥本大学橄榄球队于1892年在亚特兰大的皮埃蒙特公园（Piedmont Park）与佐治亚大学进行了第一场橄榄球比赛，由此拉开了目前美国南部腹地最古老的大学橄榄球系列赛的序幕。奥本的第一个全胜赛季出现在1913年，当时老虎队以 8-0 的成绩获得了第二个 SIAA 联盟冠军和学校历史上的第一个全国冠军。奥本老虎队首次参加碗赛是 1937 年在古巴哈瓦那举行的第六届百加得杯比赛。 奥本大学橄榄球队总计赢得了 12 次东南联盟冠军，自 1992 年联盟分为东区和西区以来，奥本赢得了 8 次西部分区冠军，并 6 次参加联盟冠军赛。奥本橄榄球队每年都会在名为“铁碗”（Iron Bowl）的比赛中与劲敌阿拉巴马红潮队交锋。
1957 年，奥本在“舒格”乔丹（ "Shug" Jordan）的领导下取得了 10 战全胜的战绩，并获得了由美联社承认的全国冠军。然而，因为东南联盟当时给奥本大学附加了的限制令。奥本没有资格参加碗赛，
1971 年的Pat Sullivan 、1985 年的Bo Jackson和 2010 年的Cam Newton这三位奥本球员赢得了当年的海斯曼奖杯。与奖杯同名的约翰·海斯曼 (John Heisman ) 从 1895 年到 1899 年在奥本执教。奥本是唯一一所海斯曼执教过的并培养出多名海斯曼奖杯获得者的学校（海斯曼还执教过佐治亚理工学院和克莱姆森大学）。截至2006年9月奥本的乔丹-黑尔体育场可容纳 87,451 人，是 NCAA 第九大校园体育场。

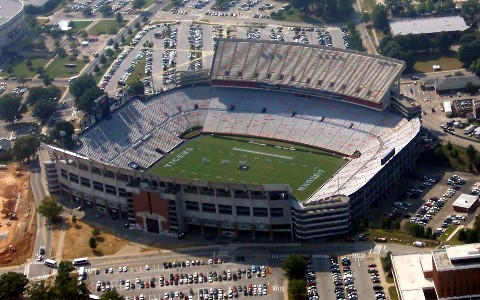
乔丹-黑尔体育场, 2005

1993 年，奥本在主教练特里鲍登的带领下取得了 11-0 的成绩，但因限制令而被禁止参加东南联盟冠军赛。2004 年，奥本以 13-0 的战绩结束了赛季并赢得了东南联盟冠军，这是学校自 1989 年以来的第一个联盟冠军，也是自 1987 年以来的第一个不用与其他学校分享的冠军。 虽然2004 年的球队取得了全胜的成绩。然而，但是由于奥本老虎队的排名落后于另外两支不败球队，南加州大学和奧克拉荷馬大學，导致奥本橄榄球队未能参加 2004 年冠军赛。
2010年，奥本在全国冠军赛中以22-19击败俄勒冈大学，夺得学校的第二个全国冠军。老虎队以 14 胜 0 负的战绩结束了赛季，其中包括战胜克莱姆森大学、南卡罗来纳大学、佐治亚大学和阿拉巴马大学。老虎队在与亚拉巴马大学对阵的第 75 届铁碗赛（Iron Bowl）中开场以 24-0 落后，但最后以 28-27 的比分逆转获胜。奥本在 2010 年东南联盟冠军赛中以 56-17 再次击败南卡罗来纳大学，夺得学校的第十一次联盟冠军。2013 年，奥本以近乎奇迹的方式在对阵佐治亚大学和阿拉巴马大学的最后一分钟完成了比赛，赢得了东南联盟西部分区的冠军。之后又战胜密苏里大学赢得了 2013 年东南联盟冠军，但是在全国冠军赛中以 34-31 负于弗罗里达州立大学塞米诺尔队。
除了 1913、1957 和 2010 年的冠军，奥本的 1914、1958、1983、1993 和 2004 年的球队也被某些排名机构认定为全国冠军。 

### 男子篮球
多年来，奥本男子篮球队断断续续地取得了成功。这期间最著名的球员是查尔斯巴克利。来自奥本的其他职业篮球运动员包括约翰·门格尔特、埃迪·约翰逊、迈克·米切尔、查克·珀森、克里斯·莫里斯、贾米森·布鲁尔、马奎斯·丹尼尔斯和帕特·伯克。在 2017-18 赛季，奥本男子篮球队与田纳西大学共同赢得了东南联盟常规赛冠军，并进入了 NCAA 锦标赛的第二轮。在 2018-2019 赛季，奥本赢得了 SEC 锦标赛冠军并晋级四强。

### 马术
奥本的马术队夺得了 2006 年全国冠军，这是学校历史上的第一个全国马术冠军。2008 年，奥本马术队夺得 2008 年 Hunt Seat 全国冠军。奥本在全国大学女子马术教练榜单中也一直名列前茅。奥本马术队最近夺得了 2019 年全国冠军。

## 传统
奥本大学有许多传统，包括奥本信条（Auburn Creed）、Alma mater、应援歌、加油口号、吉祥物和几个著名的比赛日传统 —— 一只老鹰盘旋飞过奥本体育馆便是其中之一。

### 颜色
奥本大学的官方颜色是： 
|      |        |
| 焦橙 | 海军蓝 |

### 应援歌
奥本大学的应援歌“War Eagle”由罗伯特·艾伦和阿尔·斯蒂尔曼于 1954 年和 1955 年创作。它在1955 年橄榄球赛季开始时被采用，并自此成为官方应援歌。

### 奥本之鹰

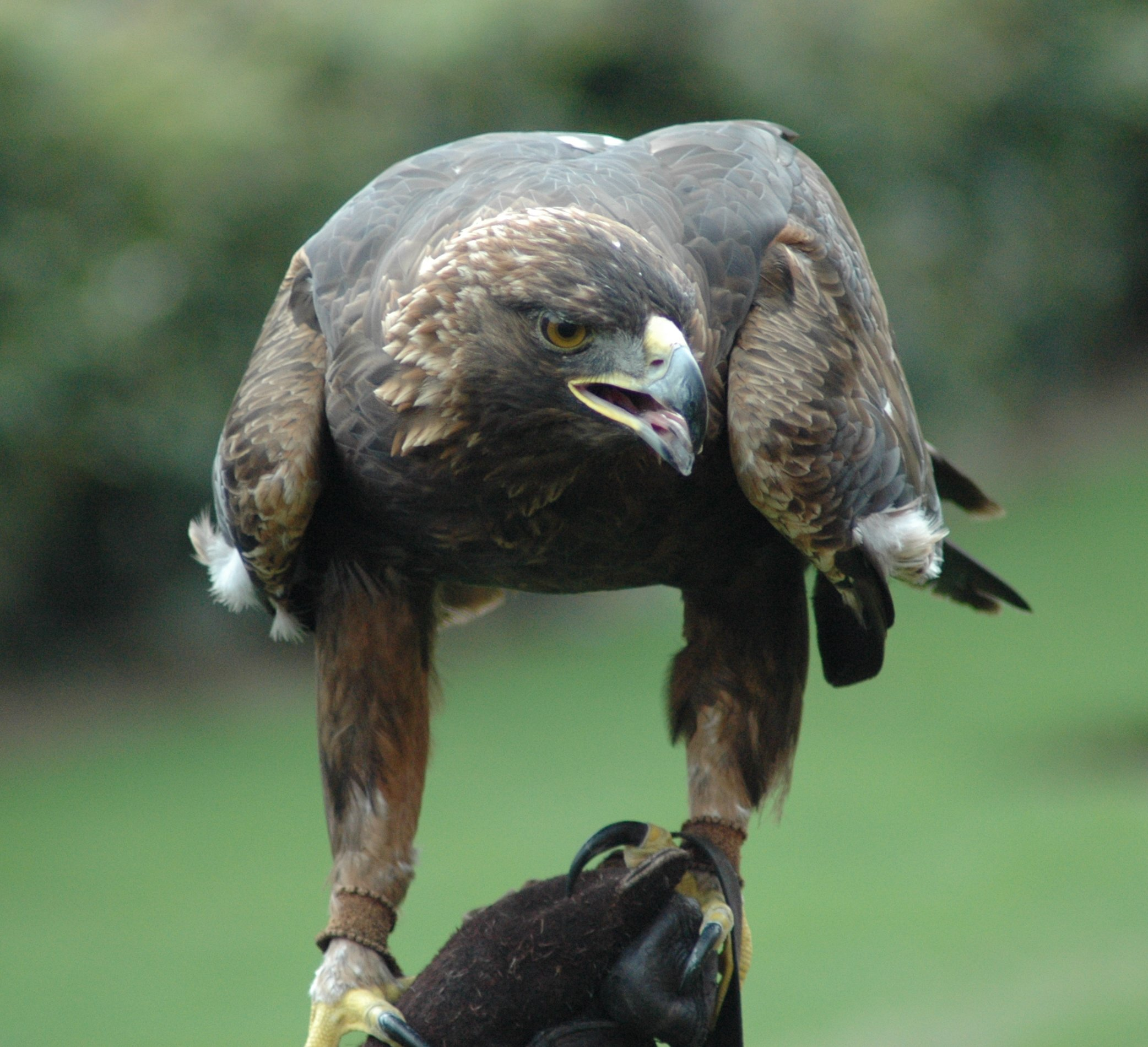
Nova, War Eagle VII

奥本目前在学校的教育和飞行计划中有两只鹰。计划中有一项被称为赛前飞行计划：在奥本在约旦-黑尔体育场橄榄球赛开赛之前，训鹰员放飞这只老鹰。然后，老鹰绕着体育场盘旋，最终降落在场地中央。奥本有两种不同种类的鹰：金雕和秃鹰。
名字为 Tiger 的老鹰（同时也被称为 War Eagle VI）于 1980 年出生后被圈养，并于 1986 年被赠予奥本大学。Tiger 第一次在奥本橄榄球比赛前飞行是在 2000 年对阵怀俄明大学的比赛中。她在 2006 年对阵乔治亚大学比赛后退役。在 Tiger 的整个职业生涯中，她执飞过许多不同的场合，包括2002 年冬季奥运会。Tiger 于 2014 年去世，享年 34 岁。
奥本的第一个飞行项目（Flight program）诞生于 2019 年，参与该项目的鹰是 Nova，War Eagle VII。他的第一次飞行是在 2004 年奥本对阵肯塔基大学的比赛之前。他出生在蒙哥马利动物园，一年后被送给奥本。

### Aubie the Tiger
奥本的吉祥物，奥比（Aubie），诞生自 1959 年。那一年他亮相于 10 月 3 日对阵哈丁-西蒙斯学院的橄榄球比赛的画报中。奥比是伯明翰先驱邮报艺术家菲尔尼尔的作品，这些年来一直是奥本橄榄球比赛的焦点。奥本橄榄球在奥比位于画报封面的时期经历了好运，那些年奥本取得了 23-2-1 的主场战绩和 63-16-2 的总成绩。奥比目前仍然是奥本的官方吉祥物，奥比赢得了最多的全国吉祥物头衔，总计十次。

### “War Eagle”的来源
在 1892 年奥本对佐治亚大学的比赛中，看台上的一位内战老兵带来了他在战场上发现的宠物鹰。比赛中的老鹰飞离了士兵，开始在空中盘旋。随着这一切正在进行，奥本也开始在球场上推进，最终取得了赢得比赛的达阵得分。比赛结束后，老鹰抢地而死；然而，奥本粉丝却将鹰视为成功的预兆，并由此创造了“战鹰”一词。 
在 1913 年的一次动员大会上，一位拉拉队队长说，因为比赛意味着“战争”，所以球队必须整场比赛都要战斗“War”。就在这时，一枚鹰的徽章落在了一名学生的军帽上。当被问及那是什么时，他大喊这是一只“War Eagle”。 
另一种·解释是在撒克逊战士战斗结束后，他们会大喊“War Eagle”，这时秃鹰开始在战场上盘旋。有些人认为，奥本是从撒克逊人的这种做法中创造出这个口号的。 

### Toomer's Corner

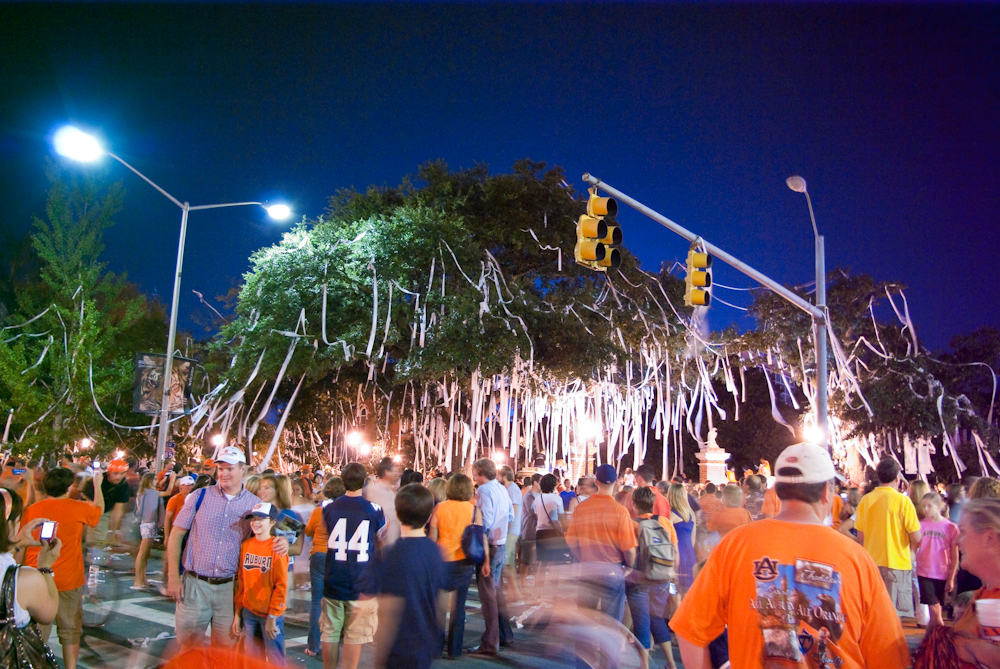
奥本传统:在比赛胜利后用卫生纸卷投掷 Toomer's Corner 的橡树

在赢得主场或客场比赛后，奥本校园在 Toomer's Corner 对着橡树投掷卫生纸卷的传统被认为起源于 1950 年代。人们认为这一传统起源于 Toomer's Drugs 的老板 Sheldon Toomer 将他的电报收据纸扔到树上以表示奥本橄榄球客场胜利的信号。这一标志性传统被《今日美国》评为“最佳体育传统”。 2010 年 11 月，在奥本大学在 Iron Bowl 比赛中战胜阿拉巴马大学之后，一位阿拉巴马大学的粉丝使用除草剂Spike 80DF ( 丁噻隆 ) 毒害了 Toomer's Corner 的大橡树。 这些 83-85 岁的橡树没能活下来，此后的几年里已经更换了数次（一次是在 2016 年的一场火灾后），最近更换的橡树是在 2017 年种植的。

## 知名校友
奥本在许多不同的行业拥有多元化的校友群体。它的一些著名校友包括苹果公司首席执行官蒂姆·库克和 2004 年友邦保险金奖获得者塞缪尔·莫克比、国家安全局和美国网络司令部司令迈克尔·罗杰斯、奥斯卡金像奖得主奥克塔维亚·斯宾塞、维基百科联合创始人吉米·威尔士、 NBA 球星查尔斯·巴克利、NFL 四分卫卡姆·牛顿、NFL 球星和 MLB 球员博·杰克逊、阿拉巴马州州长凯·艾维、田纳西州州长比尔·李、美国宇航局宇航员肯·马丁利、吉姆·沃斯和简·戴维斯，畅销书作家詹姆斯·雷德菲尔德，国防部长劳埃德·奥斯汀，和世界著名的现代主义建筑师保罗·鲁道夫。

## 外部連結
- 奧本大學官方網站 （页面存档备份，存于）

32°36′12″N 85°29′10″W / 32.603374°N 85.486078°W